# Rex Harrison
Sir Reginald “Rex” Carey Harrison (Huyton, Lancashire, 5 de março de 1908 - Nova Iorque, 2 de junho de 1990) foi um ator de teatro e cinema britânico nascido na Inglaterra, e ganhador do Oscar e do Tony Award.

## Biografia
Nascido Reginald Carey Harrison, ele era filho de um popular ator do século passado, Edward Kean, e estreou nos cinemas em 1930.
Estreou na Broadway no espetáculo Sweet Aloes, na década de 1940 e seu desempenho fez com que ele conquistasse o público americano. Quando ele foi contratado por Hollywood para fazer Anna e o Rei do Sião (Anna and the King of Siam), em 1946, ao lado de Irene Dunne ele já era um ator muito popular no Reino Unido.
Mas foi na década de 1960 que ele escreveu seu nome na galeria dos grandes atores ao participar de filmes como Cleopatra, ao lado de Elizabeth Taylor e Richard Burton, vivendo o personagem Júlio César; Doctor Dolittle (1967); Agonia e Êxtase (The Agony and the Ecstasy), em 1965, como o Papa Júlio II e My Fair Lady, ao lado de Audrey Hepburn, desempenhando o papel do arrogante Professor Henry Higgins, personagem que lhe valeu o Oscar de melhor ator em 1964.
O ator ficou conhecido por interpretar personagens amáveis, cultos e muito elegantes nas telas e nos palcos, mas na vida real era bastante temperamental e se casou seis vezes. Destacou-se por seus casos amorosos que lhe renderam o apelido de "Sexy Rexy". Três de suas ex-esposas eram atrizes: Lilli Palmer (1943-1957), a segunda; Kay Kendall (1957-1959), a terceira; e Rachel Roberts (1962-1971), a quarta.
Foi condecorado pela Coroa Britânica em 1989.

## Filmografia parcial
- 1986 Anastasia:The Mistery Of Anna
- 1969 Os Delicados
- 1967 Doctor Dolittle (1967)
- 1965 Agonia e Êxtase
- 1964 My Fair Lady
- 1963 Cleopatra
- 1954 King Richard and the Crusaders
- 1952 The Four Poster
- 1951 Inocência à Prova
- 1948 Odeio-te Meu Amor
- 1947 O Fantasma Apaixonado
- 1946 Ana e o Rei do Sião
- 1947 The Foxes of Harrow
- 1945 Blithe Spirit
- 1940 Night Train to Munich
- 1930 The Great Game